# Contea di Frio
La contea di Frio (in inglese Frio County) è una contea dello Stato del Texas, negli Stati Uniti. La popolazione al censimento del 2010 era di 17 217 abitanti. Il capoluogo di contea è Pearsall. La contea è stata creata nel 1858 ed in seguito organizzata nel 1871. Il nome della contea deriva dal fiume Frio, il cui significato in spagnolo significa "freddo".

## Geografia fisica
| Anno | Popolazione | ±%     |
| ---- | ----------- | ------ |
| 1860 | 42          |        |
| 1870 | 309         | 635.7% |
| 1880 | 2,130       | 589.3% |
| 1890 | 3,112       | 46.1%  |
| 1900 | 4,200       | 35.0%  |
| 1910 | 8,895       | 111.8% |
| 1920 | 9,286       | 4.4%   |
| 1930 | 9,411       | 1.3%   |
| 1940 | 9,207       | −2.2%  |
| 1950 | 10,357      | 12.5%  |
| 1960 | 10,112      | −2.4%  |
| 1970 | 11,159      | 10.4%  |
| 1980 | 13,785      | 23.5%  |
| 1990 | 13,472      | −2.3%  |
| 2000 | 16,252      | 20.6%  |
| 2010 | 17,217      | 5.9%   |

Secondo l'Ufficio del censimento degli Stati Uniti d'America la contea ha un'area totale di 1134 miglia quadrate (2940 km²), di cui 1134 miglia quadrate (2940 km²) sono terra, mentre 0,8 miglia quadrate (2,1 km², corrispondenti allo 0,07% del territorio) sono costituiti dall'acqua.

### Strade principali
- Interstate 35
- U.S. Highway 57
- State Highway 85
- State Highway 173

### Contee adiacenti
- Medina County (nord)
- Atascosa County (est)
- La Salle County (sud)
- Dimmit County (sud-ovest)
- Zavala County (ovest)